# 横山弘樹
横山 弘樹（よこやま ひろき、1992年3月12日 - ）は、宮崎県宮崎市出身の元プロ野球選手（投手）。右投左打。

## 経歴

### プロ入り前
実父は高校野球の経験者。小学生時代から軟式野球を始めると、宮崎市立赤江東中学校時代には宮崎リトルシニアに所属した。宮崎日大高への進学後は、九州大会で準々決勝にまで残ったものの、甲子園球場との全国大会と縁がなかった。
桐蔭横浜大学への進学後は、神奈川大学野球リーグ戦へのデビューが3年時の春にまで持ち越されるほど、制球難の克服に時間を要した。3年秋にはチームが明治神宮大会で優勝するが同級生の右投手・小野和博（SUBARU）がフル回転して本大会での登板はなし。4年時に頭角を現すと、チームの春秋連覇に貢献して大学選手権では2回戦の愛知大戦では先発7回1/3を無失点に抑えるも準々決勝・亜大戦で延長10回から救援登板するもサヨナラ負け。秋季リーグ戦でMVPを受賞したほか、関東地区大学野球選手権大会では先発で2勝をあげて優勝に貢献すると大会MVPとなり、明治神宮大会でも初戦で先発したが3回3失点で降板した。在学中は、リーグ戦で通算6勝1敗を記録した。
大学からの卒業後に入社したNTT東日本では、1年目の2014年からエースに抜擢されると、同年の第85回都市対抗野球大会1回戦で4被安打11奪三振で完封勝利をマーク。大会の終了後には、SUBARUの投手として出場した小野などと共に若獅子賞を受賞した。2年目の2015年には、チームが第86回都市対抗野球大会本大会への出場を逃したのに対して、自身は東京ガスの補強選手として2年連続の本大会出場を果たした。

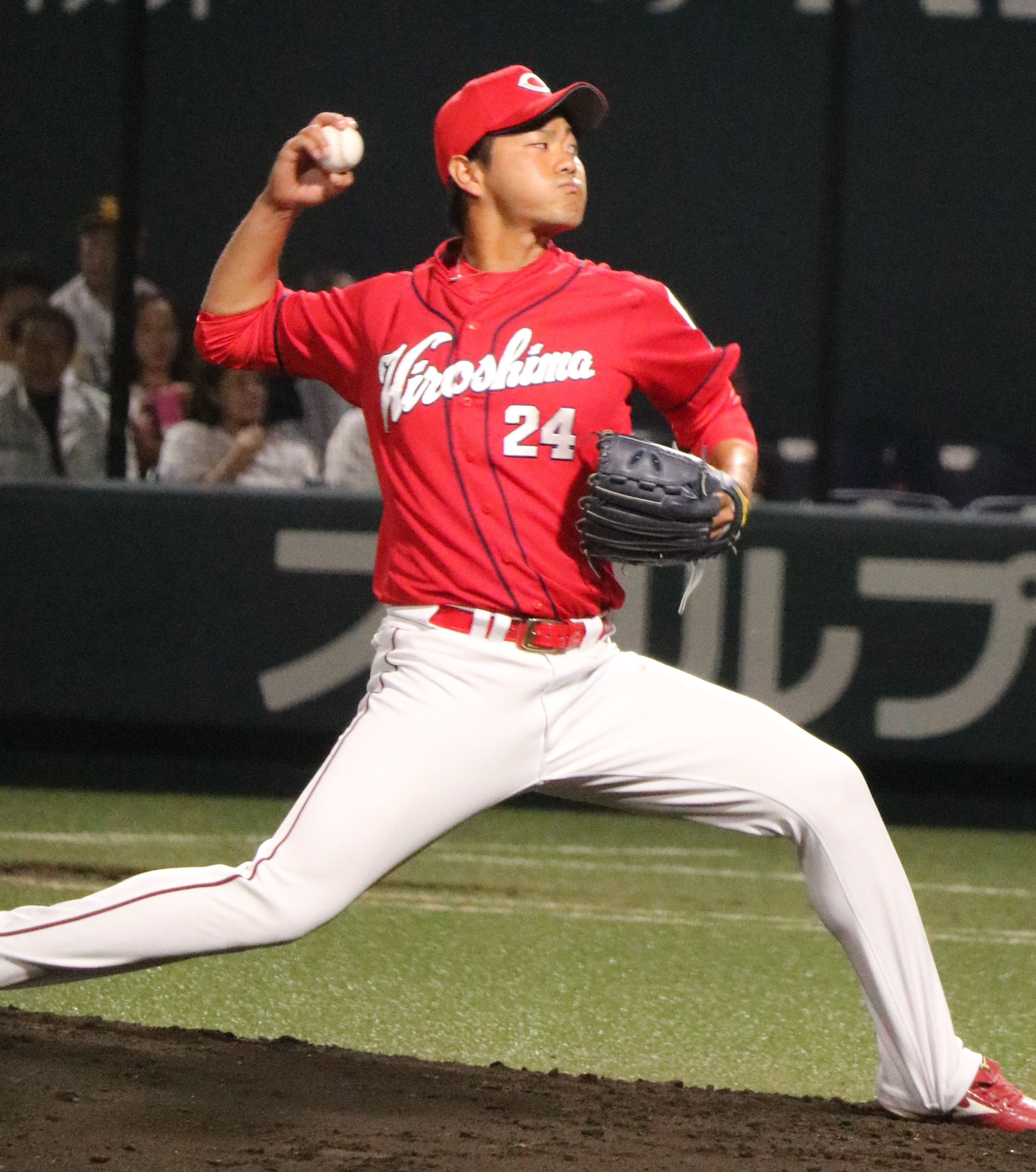
投球フォーム（広島時代の2017年6月21日、タマホームスタジアム筑後）

2015年のNPBドラフト会議で、広島東洋カープから2巡目で指名。契約金7,500万円、年俸1,350万円（金額は推定）という条件で入団した。背番号は24。

### プロ入り後
2016年には、レギュラーシーズンの開幕から一軍の先発ローテーションに入ると、3月30日の対中日ドラゴンズ戦（ナゴヤドーム）で一軍公式戦にデビュー。7回2/3を3失点で凌ぎ、初勝利を挙げた。一軍公式戦での初勝利こそ同期入団の仲尾次オスカル（3日前の27日に対横浜DeNAベイスターズ戦での中継ぎ登板でマーク）に先を越されたものの、この年のNPB全12球団の新人投手では最初に先発登板での勝利を記録した。一軍公式戦全体では、6試合の登板で2勝2敗、防御率5.47を記録したが、シーズンの終了後に右肩の関節唇を痛めた。
2017年には、シーズン中盤まで右肩のリハビリを優先。一軍公式戦への登板機会はなかったが、ウエスタン・リーグ公式戦では17試合の登板で、防御率6.59ながら2勝1敗1セーブを記録した。
2018年には、ウエスタン・リーグ公式戦27試合に登板。1勝4敗4セーブ、防御率5.73という成績にとどまった。
2019年には、万全の状態でシーズンを迎えながら、ウエスタン・リーグ公式戦11試合に登板しただけでシーズンを終えた。10月2日に球団から戦力外通告を受けたが、NPB他球団での現役続行を希望し、11月12日には12球団合同トライアウト（大阪シティ信金スタジアム）へ参加。しかし、獲得のオファーはなく、引退を決意した。12月2日付で、NPBから自由契約選手として公示。

### 現役引退後
2019年12月11日に、打撃投手として読売ジャイアンツと契約した。
2021年限りでジャイアンツを退団した。
ジャイアンツ退団後は引っ越しをし、ひろしまフラワーフェスティバルでチーズケーキを販売する活動をし、以後も広島を拠点として活動を行っていく。

## 選手としての特徴
バランスの良いフォームから、キレのある直球と高い精度の変化球を投げる右投手。直球の最速は社会人時代に150km/hを記録。変化球はカットボール、スライダー、チェンジアップ、カーブ、スローカーブ、フォークなど多彩に操る。

## 詳細情報

### 年度別投手成績
| 年 度    | 球 団    | 登 板 | 先 発 | 完 投 | 完 封 | 無 四 球 | 勝 利 | 敗 戦 | セ 丨 ブ | ホ 丨 ル ド | 勝 率 | 打 者 | 投 球 回 | 被 安 打 | 被 本 塁 打 | 与 四 球 | 敬 遠 | 与 死 球 | 奪 三 振 | 暴 投 | ボ 丨 ク | 失 点 | 自 責 点 | 防 御 率 | W H I P |
| -------- | -------- | ----- | ----- | ----- | ----- | -------- | ----- | ----- | -------- | ----------- | ----- | ----- | -------- | -------- | ----------- | -------- | ----- | -------- | -------- | ----- | -------- | ----- | -------- | -------- | ------- |
| 2016     | 広島     | 6     | 5     | 0     | 0     | 0        | 2     | 2     | 0        | 0           | .500  | 123   | 26.1     | 30       | 3           | 12       | 0     | 5        | 17       | 2     | 0        | 19    | 16       | 5.47     | 1.59    |
| NPB：1年 | NPB：1年 | 6     | 5     | 0     | 0     | 0        | 2     | 2     | 0        | 0           | .500  | 123   | 26.1     | 30       | 3           | 12       | 0     | 5        | 17       | 2     | 0        | 19    | 16       | 5.47     | 1.59    |

### 年度別守備成績
| 年 度 | 球 団 | 投手  | 投手  | 投手  | 投手  | 投手  | 投手     |
| 年 度 | 球 団 | 試 合 | 刺 殺 | 補 殺 | 失 策 | 併 殺 | 守 備 率 |
| ----- | ----- | ----- | ----- | ----- | ----- | ----- | -------- |
| 2016  | 広島  | 6     | 3     | 3     | 0     | 1     | 1.000    |
| 通算  | 通算  | 6     | 3     | 3     | 0     | 1     | 1.000    |

### 記録
投手記録
- 初登板・初先発・初勝利・初先発勝利：2016年3月30日、対中日ドラゴンズ2回戦（ナゴヤドーム）、7回2/3を3失点
- 初奪三振：同上、3回裏に大島洋平から空振り三振

打撃記録
- 初打席・初打点：2016年3月30日、対中日ドラゴンズ2回戦（ナゴヤドーム）、2回裏に濱田達郎から三塁スクイズバント（セーフティスクイズ）

### 背番号
- 24 （2016年 - 2019年）
- 206 （2020年 - 2021年）